# 찹쌀

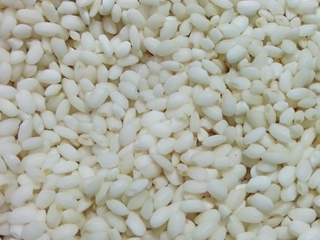
찹쌀

찹쌀(영어: glutinous rice, sticky rice, sweet rice, waxy rice)은 찰떡 등의 원료가 되는 쌀이다. 찰지고, 끈기가 많은 쌀의 한 종류이다. 상대적인 개념으로 ‘멥쌀’이라고 한다. 쌀은 크게 4개의 품종으로 분류된다. 인디카 쌀(인도쌀), 자포니카 쌀(한국쌀), 향미, 찹쌀이다.

## 개요
주로 한반도, 일본, 중국, 필리핀, 태국, 라오스, 인도네시아, 인도, 베트남, 미얀마 등지에서 재배되고 있다. 태국 이산 지방과 라오스에서 주식으로 하며, 라오스는 쌀 생산량 비율의 85%를 차지한다. 동남아시아에서는 인디카 종의 찹쌀이 많이 재배되고, 껍질이 검은 흑미 찹쌀도 있다.

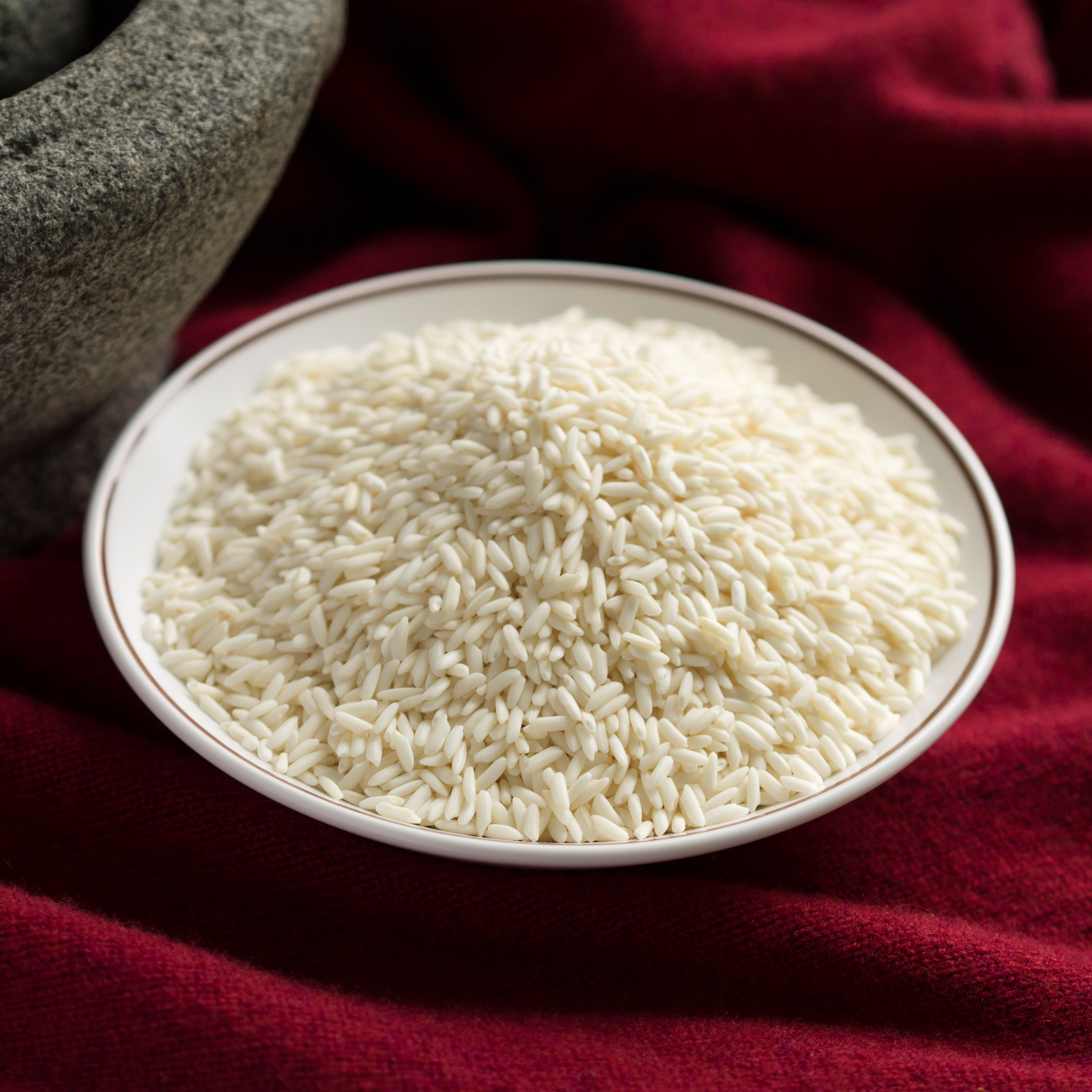
조리하지 않은 태국의 찹쌀

멥쌀은 주요 부위의 배젖이 옅은 반투명이지만, 찹쌀 배유는 백색이며, 불투명하다. 또 아이오딘과 반응하면 적갈색을 띤다.
영양이 되는 전분 성분으로도 멥쌀은 아밀로펙틴 외에 아밀로스 성분이 20% 정도 포함되어 있지만, 찹쌀은 거의 대부분 아밀로펙틴만으로 되어 있다. 이 아밀로펙틴이 떡의 끈적이는 성분이기 때문에 찹쌀은 찌면, 강하게 달라 붙는 성질이 있다. 그러나 영양학적으로는 멥쌀과의 차이가 거의 없다.

## 같이 보기
- 현미찹쌀
- 현미
- 발아현미
- 인슐린 저항성(IR)
- 당뇨병
  - 제1형 당뇨병
  - 제2형 당뇨병
- 찹쌀도넛